# Tituli Asiae Minoris
Die Tituli Asiae Minoris (deutsch: Inschriften Kleinasiens; abgekürzt TAM) sind eine altertumswissenschaftliche Publikationsreihe zur Quellenedition, die sich die systematische Edition, Übersetzung und Kommentierung aller griechischen und lateinischen Inschriften Kleinasiens zum Ziel gesetzt hat. Diese werden in Corpora zu den kleinasiatischen Landschaften zusammengefasst (eine Ausnahme stellt Band I dar, der die damals bekannten Inschriften in lykischer Sprache versammelt). Die Reihe stellt damit das Gegenstück zu den Inscriptiones Graecae dar, die die Inschriften des griechischen Festlands und der griechischen Inseln erfassen. Eine verwandte Publikationsreihe sind die Inschriften griechischer Städte aus Kleinasien.
Die Reihe wurde 1890 zusammen mit der Commission für archäologische Erforschung Kleinasiens gegründet (Kleinasiatische Kommission). Sie wird heute von der Forschungsgruppe Epigraphik der Abteilung Altertumswissenschaften der Österreichischen Akademie der Wissenschaften in Wien herausgegeben. Eine Reihe Ergänzungsbände zu den Tituli Asiae Minoris (abgekürzt ETAM) wurde 1966 gegründet.

## Liste der Bände
| Band | Bearbeiter                    | Titel | Jahr | ISBN | Bemerkungen |
| ---- | ----------------------------- | --- | ---- | ---- | ----------- |
| I    |                               | Tituli Lyciae lingua Lycia conscripti |      |      |             |
| I    | Ernst Kalinka (Hrsg.)         | Tituli Lyciae lingua Lycia conscripti | 1901 |      | Digitalisat |
| II   |                               | Tituli Lyciae linguis Graeca et Latina conscripti |      |      |             |
| II,1 | Ernst Kalinka (Hrsg.)         | Tituli Lyciae linguis Graeca et Latina conscripti. Pars Lyciae occidentalis cum Xantho oppido | 1920 |      | Digitalisat |
| II,2 | Ernst Kalinka (Hrsg.)         | Tituli Lyciae linguis Graeca et Latina conscripti. Regio quae ad Xanthum flumen pertinet praeter Xanthum oppidum                                                                                           | 1930 |      |             |
| II,3 | Ernst Kalinka (Hrsg.)         | Tituli Lyciae linguis Graeca et Latina conscripti. Regiones montanae a valle Xanthi fluminis ad oram orientalem                                                                                            | 1944 |      |             |
| III  |                               | Tituli Pisidiae linguis Graeca et Latina conscripti |      |      |             |
| III  | Rudolf Heberdey (Hrsg.)       | Tituli Pisidiae linguis Graeca et Latina conscripti. Tituli Termessi et agri Termessensis | 1941 |      |             |
| IV   |                               | Tituli Bithyniae linguis Graeca et Latina conscripti |      |      |             |
| IV,1 | Friedrich Karl Dörner (Hrsg.) | Tituli Bithyniae linguis Graeca et Latina conscripti. Paeninsula Bithynica praeter Calchedonem, Nicomedia et ager Nicomedensis cum septemtrionali meridianoque litore sinus Astaceni et cum lacu Sumonensi | 1978 |      |             |
| V    |                               | Tituli Lydiae linguis Graeca et Latina conscripti |      |      |             |
| V,1  | Peter Herrmann (Hrsg.)        | Tituli Lydiae linguis Graeca et Latina conscripti. Regio septentrionalis ad orientem vergens | 1981 |      |             |
| V,2  | Peter Herrmann (Hrsg.)        | Tituli Lydiae linguis Graeca et Latina conscripti. Regio septentrionalis ad occidentem vergens | 1989 |      |             |
| V,3  | Georg Petzl (Hrsg.)           | Tituli Lydiae linguis Graeca et Latina conscripti. Philadelpheia et Ager Philadelphenus | 2007 |      |             |

## Liste der Ergänzungsbände
| Band | Bearbeiter                                 | Titel | Jahr | ISBN                   | Bemerkungen |
| ---- | ------------------------------------------ | --- | ---- | ---------------------- | ----------- |
| 1    | Wolfram Hoepfner                           | Herakleia Pontike-Ereğli. Eine baugeschichtliche Untersuchung | 1966 |                        |             |
| 2    | Alois Machatschek                          | Die Nekropolen und Grabmäler im Gebiet von Elaiussa Sebaste und Korykos im Rauhen Kilikien | 1967 |                        |             |
| 3    | George Ewart Bean, Terence Bruce Mitford   | Journeys in Rough Cilicia 1964–1968 | 1970 |                        |             |
| 4    | George Ewart Bean                          | Journeys in Northern Lycia 1965–1967 | 1971 |                        |             |
| 5    |                                            | Forschungen an der Nordküste Kleinasiens 1: David Asheri, Über die Frühgeschichte von Herakleia Pontike / Wolfram Hoepfner, Topographische Forschungen. Mit einem Anhang von Adolphine Erichsen, Ein Hekate-Relief in Herakleia Pontike | 1972 |                        |             |
| 6    | Martin Ferguson Smith                      | Thirteen New Fragments of Diogenes of Oenoanda | 1974 |                        |             |
| 7    | Günter Neumann                             | Neufunde lykischer Inschriften seit 1901 | 1979 |                        |             |
| 8    | Werner Peek                                | Griechische Versinschriften aus Kleinasien | 1980 |                        |             |
| 9    | Alois Machatschek, Mario Schwarz           | Bauforschungen in Selge. Mit einem geodätischen Beitrag von Josef Dorner | 1981 |                        |             |
| 10   | Elisabeth Alföldi-Rosenbaum                | The Necropolis of Adrassus (Balabolu) in Rough Cilicia (Isauria). With contributions by Joyce Reynolds and Karl-Dietrich Schmidt | 1980 |                        |             |
| 11   | Gertrud Laminger-Pascher                   | Beiträge zu den griechischen Inschriften Lykaoniens | 1984 |                        |             |
| 12   | Michel Christol, Thomas Drew-Bear          | Un castellum romain près d’Apamée de Phrygie (avec 30 photos et une carte) | 1987 |                        |             |
| 13   | James Russell                              | The Mosaic Inscriptions of Anemurium | 1987 |                        |             |
| 14   | Gerhard Dobesch, Georg Rehrenböck (Hrsg.)  | Die epigraphische und altertumskundliche Erforschung Kleinasiens. Hundert Jahre Kleinasiatische Kommission der Österreichischen Akademie der Wissenschaften. Akten des Symposiums vom 23. bis 25. Oktober 1990                          | 1993 |                        |             |
| 15   | Gertrud Laminger-Pascher                   | Die kaiserzeitlichen Inschriften Lykaoniens. Faszikel I: Der Süden | 1992 |                        |             |
| 16   | Ruprecht Ziegler                           | Kaiser, Heer und städtisches Geld. Untersuchungen zur Münzprägung von Anazarbos und anderer ostkilikischer Städte | 1993 |                        |             |
| 17   | Jürgen Borchhardt, Gerhard Dobesch (Hrsg.) | Akten des II. Internationalen Lykien-Symposions. Wien, 6.–12. Mai 1990. Band I | 1993 |                        |             |
| 18   | Jürgen Borchhardt, Gerhard Dobesch (Hrsg.) | Akten des II. Internationalen Lykien-Symposions. Wien, 6.–12. Mai 1990. Band II | 1993 |                        |             |
| 19   | Hasan Malay                                | Greek and Latin Inscriptions in the Manisa Museum | 1994 |                        |             |
| 20   | Martin Ferguson Smith                      | The Philosophical Inscription of Diogenes of Oinoanda | 1996 |                        |             |
| 21   | Kurt Tomaschitz                            | Unpublizierte Inschriften Westkilikiens aus dem Nachlaß Terence B. Mitfords | 1998 |                        |             |
| 22   | Stephan Hagel, Kurt Tomaschitz             | Repertorium der westkilikischen Inschriften nach den Scheden der Kleinasiatischen Kommission der Österreichischen Akademie der Wissenschaften                                                                                           | 1998 |                        |             |
| 23   | Hasan Malay                                | Researches in Lydia, Mysia and Aiolis (with 246 figures and a map) | 1999 |                        |             |
| 24   | Peter Herrmann, Hasan Malay                | New Documents from Lydia (with 103 figures and a map) | 2007 |                        |             |
| 25   | Christof Schuler                           | Griechische Epigraphik in Lykien. Eine Zwischenbilanz. Akten des Internationalen Kolloquiums München, 24.–26. Februar 2005 | 2007 |                        |             |
| 26   | Jan Kostenec, Alexander Zäh                | Wissenschaftlicher Nachlaß der deutsch-böhmischen archäologischen Expedition nach Lykaonien, Ostpamphylien und Isaurien (Kleinasien) durchgeführt im Jahre 1902                                                                         | 2011 |                        |             |
| 27   | Josef Fischer (Hrsg.)                      | Der Beitrag Kleinasiens zur Kultur- und Geistesgeschichte der griechisch-römischen Antike. Akten des Internationalen Kolloquiums Wien, 3.–5. November 2010 (= Archäologische Forschungen 24)                                            | 2014 |                        |             |
| 28   | Hasan Malay, Georg Petzl                   | New Religious Texts from Lydia | 2017 |                        |             |
| 29   | Ludwig Meier                               | Kibyra in hellenistischer Zeit. Neue Staatsverträge und Ehreninschriften | 2019 |                        |             |
| 30   | Josef Stauber                              | Repertorium der griechischen und lateinischen Inschriften aus Mysien | 2022 | ISBN 978-3-7001-8720-2 |             |